# Lingula (zoologia)
Lingula Bruguière, 1791 è un genere di Brachiopodi appartenente alla famiglia Lingulidae (di recente istituzione; precedentemente era inglobato nella classe Inarticulata) .

## Fossile vivente
Lingula comprende alcune specie fossili oltre a rappresentanti tuttora viventi, considerati veri e propri fossili viventi, dato che nel corso degli ultimi 400 milioni di anni non hanno subito trasformazioni morfologiche. Si ritrovano fin dal Cambriano (periodo iniziato 540 milioni di anni fa e durato 35 milioni di anni) e presentano un'evoluzione caratterizzata da lentissimi cambiamenti nel corso di un tempo molto lungo. Questa caratterizzazione come fossile vivente è però superata, dato che è basata unicamente sulla forma della conchiglia, che corrisponde ad un modo di vita interrato in una tana, mentre la struttura interna dell'animale si è evoluta nel corso delle ere.

## Descrizione e modo di vita
La conchiglia è piccola e stretta, di forma allungata; il guscio è piuttosto sottile e formato da lamine di chitina e di fosfato di calcio. Le due valve simmetriche sono leggermente convesse e l'ornamentazione esterna è costituita solo da linee di accrescimento concentriche, poco accentuate. Gli esemplari viventi di Lingula vivono in ambienti litorali, entro gallerie verticali scavate nei substrati molli, in cui si infossano per mezzo di un peduncolo retrattile. Si pensa che la primitiva comparsa di questi brachiopodi sia dovuta alla colonizzazione di ambienti difficili (acque salmastre e povere di ossigeno), in cui vi era scarsa competizione da parte di altri organismi: tale specializzazione, forse, è una delle ragioni primarie della loro stasi evolutiva. Tuttavia,  alcune specie fossili vivevano anche in ambienti di piattaforma e di bacino, per cui l'utilizzo di questo genere quale indicatore paleoambientale è oggi piuttosto limitato.

## Tassonomia
- Lingula adamsi Dall, 1873
- Lingula anatina Lamarck, 1801
- Lingula parva Smith, 1872
- Lingula reevei Davidson, 1880
- Lingula rostrum Shaw, 1798
- Lingula translucida Dall, 1920
- Lingula tumidula Reeve, 1841